# Matthäus Merian, le Jeune
Pour son père, voir Matthäus Merian.
Pour les articles homonymes, voir Merian.
Matthäus Merian, dit le Jeune, est un peintre et graveur suisse né à Bâle en 1621, mort à Francfort-sur-le-Main en 1687.
Élève de son père, Matthäus Merian, de Sandrart et de Van Dyck, il fait de rapides progrès, s’adonne principalement au genre du portrait, en prenant pour modèle ce dernier maître, visite une partie de l’Europe, puis habite Nuremberg et Francfort.
Riche et considéré, il se voit comblé d’honneurs et de présents par plusieurs princes d’Allemagne, reçoit de l’électeur de Brandebourg le titre de conseiller et la mission de le représenter à Francfort en qualité de son chargé d’affaires, et devient en même temps conseiller aulique du margraviat de Bade-Durlach.

## Œuvres
Merian continue la publication du Theatrum europæum et celle des Topographiæ, commencées par son père. On cite, parmi ses œuvres les plus remarquables, Artémise, la Madeleine et le magnifique portrait de Pietro Soderini. Il a laissé, en outre, quelques gravures.